# Союз «Българска родна защита»
Союз «Българска родна защита» (болг. Съюз «Българска родна защита», СБРЗ) — непартийная болгарская фашистская организация, имевшая наибольшее влияние в 20-е годы XX века. Считается самой успешной ранней фашистской организацией в Болгарии, внесшей вклад в популяризацию фашизма и нацизма.

## История
СБРЗ был основан в конце 1923 года группой бывших офицеров во главе с генералом Иваном Шкойновым. Как и созданный чуть ранее болгарский народный союз «Кубрат», Союз имел иерархическую военизированную структуру, но в отличие от него стремился привлечь более широкие круги общества. Издаваемая Союзом газета «Родна защита» активно пропагандировала идеологию итальянского фашизма, крайний национализм, антикоммунизм, антисемитизм, антилиберализм, антимасонизм.
В конце 1920-х годов СБРЗ, как и большинство ультраправых организаций Болгарии, стал уделять больше внимания социальным вопросам. Они заявляли об усилении государственного вмешательства в экономику и экономическом протекционизме. В 1928 году организация официально стала называть себя фашистской. В это время СБРЗ достиг пика своего влияния, насчитывая около 30 000 членов в сотнях местных организаций по всей стране.
После дестабилизации правительства Демократическлшл сговора в конце 1920-х годов СБРЗ сосредоточился на непосредственном участии в политической жизни. В 1930 году было создано его политическое крыло — Национальный кооператив политического возрождения во главе с Александром Сталийским. Неудача Национального кооператива на выборах в июне 1931 года привела к тяжелому кризису в СБРЗ. Национальный кооператив превратился в самостоятельную организацию, а Союз постепенно утратил влияние.
После переворота девятнадцатого мая 1934 года СБРЗ был запрещен. В следующем году после отстранения от власти «Звена» было легализовано новым правительством, но в начале 1936 года вновь запрещено.